# سازمان بانکداری اروپا
سازمان بانکداری اروپا (انگلیسی: European Banking Authority) یا (EBA) یک آژانس نظارتی اتحادیه اروپا است که مقر آن در لا دفانس، ایل دو فرانس است. فعالیت‌های آن شامل انجام تست استرس بر روی بانک‌های اروپایی برای افزایش شفافیت در سیستم مالی اروپا و شناسایی نقاط ضعف در ساختار سرمایه بانک‌ها است.[۲]